# Булдырты
Булдырты (каз. Бұлдырты) — река в Казахстане, протекает по территории Сырымского, Каратобинского и Чингирлауского районов Западно-Казахстанской области Казахстана. Название переводится как мутная.
Образована слиянием рек Былкылдак и Жосалы в 1 км к северо-западу от посёлка Аксуат Чингирлауского района. Течёт на юго-запад. Впадает в солёное озеро Жалтырколь. Длина реки — 195 км, площадь водосборного бассейна — 4660 км². Притоки общей длиной 258 км: Шийли, Тамды, Жымпиты. Средний расход воды 1,6 м³/с (около аула Абай). Используется для обводнения пастбищ.